# سبدنشین دم‌چتری

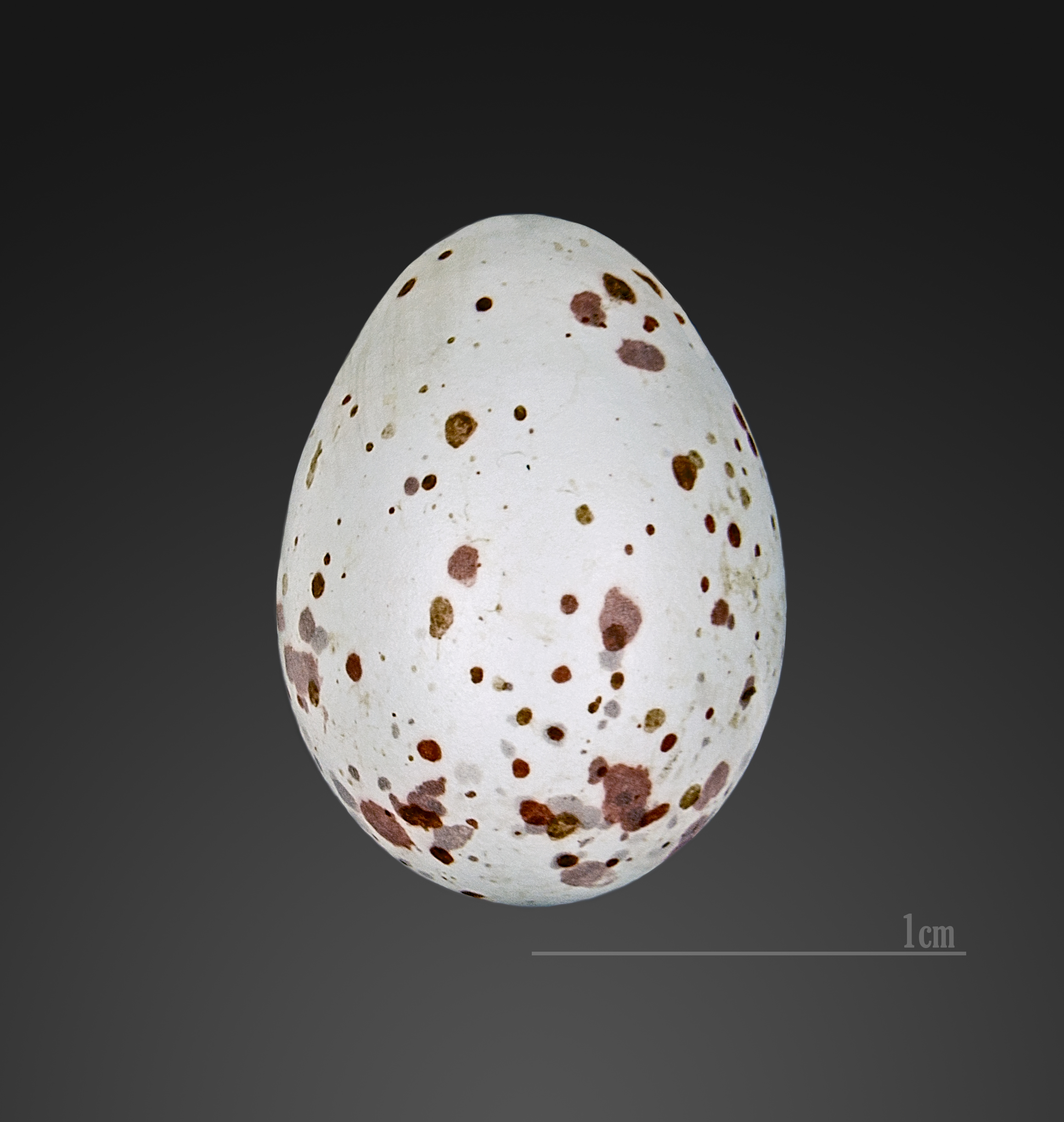
Cisticola juncidis

سسک دم‌چتری یا سبدنشین چکاچکی (نام علمی: Cisticola juncidis) نام یک گونه از سرده سبدنشین است.